# Tik Tak Bum
Tik Tak Bum - familijna gra słowna stworzona przez Losa Rodrigueza i wydana przez firmę Piatnik na licencji Weekend Games. Przeznaczona dla 2-12 graczy powyżej 12 roku życia. Maksymalny czas gry wynosi 30 minut. 

## Nagrody i wyróżnienia
- Game Of The Year - The Daily Telegrapher
- As d'Or - nagroda Cannes Festival International des Jeux w kategorii najlepszej gry familijnej.